# Campeonato mundial A de hockey patines masculino de 1978
El XXIII Campeonato mundial de hockey sobre patines masculino se celebró en Argentina en 1978, con la participación de doce Selecciones nacionales masculinas de hockey patines. Todos los partidos se disputaron en la ciudad de San Juan, considerada como la cuna del hockey sobre patines argentino.
Toda la competición se disputó en el formato de liga, enfrentándose entre sí las doce selecciones y ordenándose la clasificación final según los puntos obtenidos.

## Equipos participantes
De las 12 selecciones nacionales participantes del torneo, 5 son de Europa, 4 de América, 1 de África, 1 de Asia y 1 de Oceanía.
| Alemania Occidental |
| Argentina           |
| Australia           |
| Bélgica             |
| Brasil              |
| Chile               |
| España              |
| Estados Unidos      |
| Italia              |
| Japón               |
| Mozambique          |
| Portugal            |

## Resultados
|                | Bandera de España | Bandera de Brasil | Bandera de Argentina | Bandera de Bélgica | Bandera de Portugal | Bandera de Mozambique | Bandera de Chile | Bandera de Australia | Bandera de Japón | Bandera de Alemania | Bandera de Estados Unidos | Bandera de Italia |
| -------------- | ----------------- | ----------------- | -------------------- | ------------------ | ------------------- | --------------------- | ---------------- | -------------------- | ---------------- | ------------------- | ------------------------- | ----------------- |
| España         |                   |                   |                      |                    |                     |                       |                  |                      |                  |                     |                           |                   |
| Brasil         | 2-5               |                   |                      |                    |                     |                       |                  |                      |                  |                     |                           |                   |
| Argentina      | 3-1               | 2-0               |                      |                    |                     |                       |                  |                      |                  |                     |                           |                   |
| Bélgica        | 1-4               | 1-1               | 1-11                 |                    |                     |                       |                  |                      |                  |                     |                           |                   |
| Portugal       | 2-3               | 2-3               | 2-2                  | 10-3               |                     |                       |                  |                      |                  |                     |                           |                   |
| Mozambique     | 2-15              | 1-7               | 1-15                 | 3-6                | 0-19                |                       |                  |                      |                  |                     |                           |                   |
| Chile          | 0-9               | 5-3               | 1-3                  | 6-2                | 4-5                 | 6-2                   |                  |                      |                  |                     |                           |                   |
| Australia      | 2-10              | 0-6               | 0-10                 | 5-5                | 1-16                | 5-3                   | 3-10             |                      |                  |                     |                           |                   |
| Japón          | 0-23              | 3-11              | 0-18                 | 3-13               | 0-16                | 1-8                   | 0-13             | 1-4                  |                  |                     |                           |                   |
| Alemania       | 2-3               | 6-3               | 2-3                  | 5-3                | 3-5                 | 5-1                   | 3-8              | 9-1                  | 15-3             |                     |                           |                   |
| Estados Unidos | 3-7               | 6-2               | 0-8                  | 3-2                | 2-9                 | 4-3                   | 5-3              | 9-4                  | 16-1             | 3-7                 |                           |                   |
| Italia         | 3-8               | 0-1               | 1-3                  | 2-4                | 1-3                 | 9-1                   | 3-2              | 6-1                  | 9-1              | 2-2                 | 3-1                       |                   |

## Clasificación
| Posición | Equipo         | Pts | PJ | PG | PE | PP | GF | GC  | DG   |
| -------- | -------------- | --- | -- | -- | -- | -- | -- | --- | ---- |
|          | Argentina      | 21  | 11 | 10 | 1  | 0  | 78 | 9   | +69  |
|          | España         | 20  | 11 | 10 | 0  | 1  | 88 | 20  | +68  |
|          | Portugal       | 17  | 11 | 8  | 1  | 2  | 89 | 22  | +67  |
| 4        | Alemania       | 13  | 11 | 6  | 1  | 4  | 59 | 35  | +24  |
| 5        | Estados Unidos | 12  | 11 | 6  | 0  | 5  | 52 | 49  | +3   |
| 6        | Chile          | 12  | 11 | 6  | 0  | 5  | 58 | 38  | +20  |
| 7        | Brasil         | 11  | 11 | 5  | 1  | 5  | 39 | 27  | +12  |
| 8        | Italia         | 11  | 11 | 5  | 1  | 5  | 39 | 31  | +8   |
| 9        | Bélgica        | 8   | 11 | 3  | 2  | 6  | 41 | 53  | -12  |
| 10       | Australia      | 5   | 11 | 2  | 1  | 8  | 26 | 85  | -59  |
| 11       | Mozambique     | 2   | 11 | 1  | 0  | 10 | 25 | 92  | -67  |
| 12       | Japón          | 0   | 11 | 0  | 0  | 11 | 13 | 146 | -133 |